# Phenylpyrazole
| Gefahrensymbol |

| Gefahrensymbol |

| Gefahrensymbol |

Die Phenylpyrazole bilden eine Stoffgruppe, die sich sowohl von Pyrazol als auch vom Benzol ableitet. Die Struktur besteht aus einem Benzolring mit angefügtem Pyrazolring als Substituenten. Durch die unterschiedliche Anordnung des Phenylrestes am 1H-Pyrazol ergeben sich vier Konstitutionsisomere, wobei 3-Phenyl-1H-pyrazol und 5-Phenyl-1H-pyrazol tautomere Verbindungen sind; sie werden auch als (3)5-Phenyl-1H-pyrazol bezeichnet. In Lösung liegt das Gleichgewicht der beiden Tautomere auf der Seite des 3-Phenyl-1H-pyrazol.

## Darstellung

### 1-Phenyl-1H-pyrazol
Ludwig Knorr beschrieb unter Mitarbeit von H. Laubmann Ende der 1880er Jahre die erste Synthese von 1-Phenyl-1H-pyrazol. Das Edukt Acetylacetessigsäureethylester wird dazu im ersten Schritt mit Phenylhydrazin kondensiert, wobei bereits der Pyrazolring entsteht. Der Ester wird dann verseift und die beiden Methylgruppen zu Carbonsäuren oxidiert. Dazu eignet sich als Oxidationsmittel Kaliumpermanganat in alkalischer Lösung. Die entstandene Tricarbonsäure wird in einem vierten und letzten Schritt zum Produkt decarboxyliert.

### 4-Phenyl-1H-pyrazol
Klassische Synthesen von 4-Phenyl-1H-pyrazol wurden in den frühen 1890er Jahren von Eduard Buchner, M. Fritsch und Hans Dessauer sen. beschrieben. Dabei werden Phenylpropiolsäuremethylester und Diazoessigsäuremethylester addiert und der entstandene Diester verseift und anschließend bei 250–270 °C decarboxyliert. Das Produkt kann bei 280–290 °C destilliert werden. Außerdem ist Umkristallisation aus Wasser möglich.

### (3)5-Phenyl-1H-pyrazol
Ähnlich wie 4-Phenyl-1H-pyrazol wird es klassisch aus Zimtsäureethylester und Diazoessigsäureethylester hergestellt, indem diese Komponenten zunächst zu einem Diester addiert werden, welcher allerdings einen Pyrazolinring beinhaltet. Nach der Verseifung der beiden Ester-Funktionen muss daher noch zum Pyrazol oxidiert werden; dazu geeignet ist Kaliumhexacyanidoferrat(III). Die Synthese wird mit der thermischen Decarboxylierung abgeschlossen. Das Produkt kann aus Ethanol umkristallisiert werden.